# کنفرانس غرب (ان‌بی‌ای)
کنفرانس غرب اتحادیهٔ ملی بسکتبال از ۱۵ تیم تشکیل شده‌است و در سه بخش ۵ تیمی سازماندهی شده‌است.
برندهٔ سه بخش و بهترین تیم دوم به ترتیب نتایج خود، سیدهای ۱ تا ۴ مرحلهٔ پلی‌آف را شکل می‌دهند. سایر تیم‌های راه‌یافته به پلی‌آف نیز در سیدهای ۵ تا ۸ قرار می‌گیرند. در پلی‌آف، مزیت بازی خانگی برای تیمی است که نتیجهٔ بهتری در فصل عادی گرفته‌باشد؛ بنابراین برای نمونه در مصاف سیدهای ۴ و ۵ اگر نتایج سید ۵ بهتر باشد، از مزیت بازی خانگی بهره‌مند می‌شود.
دلیل این روش سیدبندی، آن است که ممکن است تیمی که برندهٔ بخش نشده، نتایج بهتری نسبت به برندهٔ بخش‌های دیگر داشته‌باشد و اگر در سید پایین‌تری قرار داده شود، ممکن است دو تیم برتر کنفرانس در نیمه‌نهایی با یکدیگر روبرو شوند. برای نمونه در پلی‌آف ۲۰۰۶ تیم‌های سن آنتونیو اسپرز و دالاس ماوریکس که هر دو از بخش جنوب غربی بودند، در نیمه‌نهایی به مصاف یکدیگر رفتند؛ در حالی که دنور ناگتس برندهٔ بخش شمال غربی و سید سوم، پیروزی‌های کمتری نسبت به سیدهای ۴ تا ۷ داشت. اتحادیه شکل فعلی را پیشنهاد داد تا تیم‌های برتر یک کنفرانس، پیش از بازی پایانی با یکدیگر برخورد نکنند.
پلی‌آف کنفرانس غرب در دو مرحلهٔ مقدماتی و یک مرحلهٔ پایانی برگزار می‌شود. برندهٔ کنفرانس در بازی نهایی فصل با برندهٔ کنفرانس شرق روبرو می‌شود تا قهرمان فصل ان‌بی‌ای تعیین شود. در همهٔ بازی‌های پلی‌آف برنده به صورت چهار از هفت (۴ برد از ۷ بازی) مشخص می‌شود.
تقسیم‌بندی فعلی کنفرانس غرب در آغاز فصل ۲۰۰۴–۲۰۰۵ که تیم شارلوت هورنتس به عنوان سی‌امین تیم به ان‌بی‌ای افزوده شده، تنظیم شده‌است. به این منظور، نیو اورلینز پلیکانز از بخش مرکزی کنفرانس شرق به بخش تازه‌تأسیس جنوب غرب در کنفرانس غرب منتققل شد.

## تیم‌ها
| تیم                 | بخش      | شهر                                             | سال | از              |
| تیم                 | بخش      | شهر                                             | ملحق شده | ملحق شده        |
| ------------------- | -------- | ----------------------------------------------- | --- | --------------- |
| دالاس ماوریکس       | جنوب غرب | دالاس                                           | ۱۹۸۰–تاکنون | —               |
| دنور ناگتس          | شمال غرب | دنور                                            | ۱۹۷۶–تاکنون | ای‌بی‌ای          |
| گلدن استیت واریرز   | پاسیفیک  | اوکلند سان فرانسیسکو                            | ۱۹۶۲–تاکنون | بخش شرق         |
| هیوستون راکتس       | جنوب غرب | هیوستون سن دیگو                                 | ۱۹۶۷–۱۹۷۰ (سن دیگو) ۱۹۷۱–۱۹۷۱، ۱۹۸۰–تاکنون (هیوستون)                                                                    | — · کنفرانس شرق |
| لس آنجلس کلیپرز     | پاسیفیک  | لس آنجلس سن دیگو                                | ۱۹۷۸–تاکنون | کنفرانس شرق     |
| لس آنجلس لیکرز      | پاسیفیک  | لس آنجلس مینیاپولیس                             | ۱۹۴۸–۱۹۵۹ (مینیاپولیس) ۱۹۶۰–تاکنون (لس آنجلس)                                                                           | —               |
| ممفیس گریزلیز       | جنوب غرب | ممفیس ونکوور                                    | ۱۹۹۵–۲۰۰۰ (ونکور) ۲۰۰۱–تاکنون (ممفیس)                                                                                   | —               |
| مینه‌سوتا تیمبرولوز  | شمال غرب | مینیاپولیس                                      | ۱۹۸۹–تاکنون | —               |
| نیو اورلینز پلیکانز | جنوب غرب | نیواورلئان و اکلاهما سیتی                       | ۲۰۰۴–۲۰۰۴؛ ۲۰۰۷–تاکنون (نیواورلئان) ۲۰۰۵–۲۰۰۶ (نیواورلئان-اکلاهما سیتی)                                                 | کنفرانس شرق     |
| اکلاهما سیتی تاندر  | شمال غرب | اکلاهما سیتی سیاتل، واشینگتن                    | ۱۹۶۷–۲۰۰۷ (سیاتل) ۲۰۰۸–تاکنون (اکلاهما سیتی)                                                                            | —               |
| فینیکس سانز         | پاسیفیک  | فینیکس                                          | ۱۹۶۸–تاکنون | —               |
| پورتلند تریل بلیزرز | شمال غرب | پورتلند                                         | ۱۹۷۰–تاکنون | —               |
| ساکرامنتو کینگز     | پاسیفیک  | ساکرامنتو کانزاس سیتی و اوماها سینسیناتی راچستر | ۱۹۴۸–۱۹۵۶ (راچستر) ۱۹۵۷–۱۹۶۱ (سینسیناتی) ۱۹۷۲–۱۹۷۴ (کانزاس سیتی-اوماها) ۱۹۷۵–۱۹۸۴ (کانزاس سیتی) ۱۹۸۵–تاکنون (ساکرامنتو) | — · کنفرانس شرق |
| سن آنتونیو اسپرز    | جنوب غرب | سن آنتونیو                                      | ۱۹۸۰–تاکنون | کنفرانس شرق     |
| یوتا جاز            | شمال غرب | سالت‌لیک‌سیتی                                     | ۱۹۷۹–تاکنون | کنفرانس شرق     |

یادداشت
- تیم مؤسس اتحادیهٔ بسکتبال آمریکا
- نشان دهندهٔ تیم افزوده شده.
- نشان دهندهٔ تیمی که از اتحادیهٔ آمریکایی بسکتبال ملحق شده.
- * نشان دهندهٔ تیمی که از لیگ ملی بسکتبال ملحق شده.